# اوهارا، چیبا
اوهارا، چیبا (به لاتین: Ōhara) یک منطقهٔ مسکونی در ژاپن است که در کانتو واقع شده‌است. اوهارا ۲۰٬۵۱۸ نفر جمعیت دارد.